# Grande Prêmio da França de 1956
Resultados do Grande Prêmio da França de Fórmula 1 realizado em Reims-Gueux à 1º de julho de 1956. Quinta etapa da temporada, foi vencida pelo britânico Peter Collins.

## Classificação da prova
| Pos. | Nº | Piloto                       | Construtor | Voltas | Tempo/Diferença  | Grid | Pontos |
| ---- | -- | ---------------------------- | ---------- | ------ | ---------------- | ---- | ------ |
| 1    | 14 | Peter Collins                | Ferrari    | 61     | 2:34:23.4        | 3    | 8      |
| 2    | 12 | Eugenio Castellotti          | Ferrari    | 61     | + 0.3            | 2    | 6      |
| 3    | 4  | Jean Behra                   | Maserati   | 61     | + 1:29.9         | 7    | 4      |
| 4    | 10 | Juan Manuel Fangio           | Ferrari    | 61     | + 1:35.1         | 1    | 4      |
| 5    | 6  | Cesare Perdisa Stirling Moss | Maserati   | 59     | + 2 voltas       | 13   | 1      |
| 6    | 36 | Louis Rosier                 | Maserati   | 58     | + 3 voltas       | 12   |        |
| 7    | 40 | Paco Godia                   | Maserati   | 57     | + 4 voltas       | 17   |        |
| 8    | 32 | Hermano da Silva Ramos       | Gordini    | 57     | + 4 voltas       | 14   |        |
| 9    | 30 | Robert Manzon                | Gordini    | 56     | + 5 voltas       | 15   |        |
| 10   | 24 | Mike Hawthorn Harry Schell   | Vanwall    | 56     | + 5 voltas       | 6    |        |
| 11   | 34 | André Pilette                | Gordini    | 55     | + 6 voltas       | 19   |        |
| Ret  | 42 | André Simon                  | Maserati   | 41     | Motor            | 20   |        |
| Ret  | 8  | Piero Taruffi                | Maserati   | 40     | Motor            | 16   |        |
| Ret  | 44 | Olivier Gendebien            | Ferrari    | 38     | Embreagem        | 11   |        |
| Ret  | 38 | Luigi Villoresi              | Maserati   | 23     | Freios           | 10   |        |
| Ret  | 16 | Alfonso de Portago           | Ferrari    | 20     | Câmbio           | 9    |        |
| Ret  | 28 | Maurice Trintignant          | Bugatti    | 18     | Acelerador       | 18   |        |
| Ret  | 2  | Stirling Moss                | Maserati   | 12     | Câmbio           | 8    |        |
| Ret  | 22 | Harry Schell                 | Vanwall    | 5      | Motor            | 4    |        |
| DNS  | 26 | Colin Chapman                | Vanwall    |        | Piloto machucado | 5    |        |